# 前82年
| 千纪： | 前1千纪 |
| 世纪： | 前2世纪 \| 前1世纪 \| 1世纪                                                                                |
| 年代： | 前110年代 \| 前100年代 \| 前90年代 \| 前80年代 \| 前70年代 \| 前60年代 \| 前50年代                         |
| 年份： | 前87年 \| 前86年 \| 前85年 \| 前84年 \| 前83年 \| 前82年 \| 前81年 \| 前80年 \| 前79年 \| 前78年 \| 前77年 |
| 纪年： | 西汉始元五年                                                                                               |

## 大事记
- 卢基乌斯·科尔内利乌斯·苏拉击败罗马。
- 成方遂冒名卫太子刘据，并在廷尉发现其真实身份后受腰斩。

## 出生
- Marcus Caelius Rufus，罗马政治家
- Varro Atacinus，罗马诗人

## 逝世
- Gaius Marius the Younger，盖乌斯·马略之子
- Gnaeus Papirius Carbo，罗马政治家
- Quintus Mucius Scaevola Pontifex，罗马政治家
- 成方遂，西汉野心家，冒充王族者。